# 20576 Маріоертл
20576 Маріоертл (20576 Marieoertle) — астероїд головного поясу, відкритий 9 вересня 1999 року.
Тіссеранів параметр щодо Юпітера — 3,622.